# Château Hülshoff
Le château Hülshoff est un château allemand entouré d'eaux, ou Wasserburg, dont l'architecture est typique de la région de Münster. Il se trouve entre Havixbeck et Roxel (quartier des faubourgs de Munster). Il appartient depuis 1975 à la commune d'Havixbeck et contient un musée. Il a été, depuis 1417, le siège de la noble famille des Droste zu Hülshoff et lieu de naissance de la poétesse Annette von Droste-Hülshoff. Depuis 2012 elle appartient à la nouvelle fondation "Annette von Droste-Hülshoff".

## Histoire
Le château Hülshoff fut la résidence de la célèbre poétesse Annette von Droste-Hülshoff durant toute son enfance et jeunesse. Elle y vécut heureuse avec sa famille (son père, sa mère, ses deux frères et sa sœur Jenny) durant trente ans, jusqu’à l’an 1826. Elle y vivait paisiblement avec sa santé fragile, tout en apprenant les arts qui ont fait d’elle une poétesse : l’amour de la nature, le dessin et la musique. Grâce au Journal de Jenny, on peut retracer la vie d’Annette. Ce lieu était un endroit important de la vie sociale et culturelle de la région, fréquemment visité par les membres de la famille catholique des Barons Droste zu Hülshoff, qui étaient pour la plupart, maires de la ville de Münster, juristes, écrivains, compositeurs.
Le château était doté de nombreuses pièces luxueuses dont: une très grande bibliothèque, une chapelle, plusieurs chambres, salles de bains, et une salle à manger (avec une galerie de portraits de la famille, notamment un d’Annette). La décoration des pièces était magnifique et diversifiée, le parc est vaste, fleuri et orné de statues.